# Hypnomys mahonensis
El lirón gigante de Menorca (Hypnomys mahonensis) era un lirón gigante, endémico de la isla de Menorca, en las Islas Baleares.
Este espécimen es una de las dos especies extintas de lirón gigante endémica de Baleares, el otro es Hypnomys morpheus o lirón gigante de Mallorca. Se piensa que la especie de Menorca probablemente evolucionó a partir de su congénere de Mallorca que llegó a la isla durante la última edad de hielo y que tuvo que cruzar por el istmo de tierra que unía a ambas islas. Esto permitió el intercambio de fauna entre las dos islas, aunque la fauna de Mallorca suplantaría a la de Menorca.
En la actualidad sin embargo, se ha discutido si Hypnomys mahonensis es en realidad de un lagomorfo.